# El Pont de Vilomara i Rocafort
El Pont de Vilomara i Rocafort – gmina w Hiszpanii, w prowincji Barcelona, w Katalonii, o powierzchni 27,65 km². W 2011 roku gmina liczyła 3775 mieszkańców.